# IBU-Cup 2018/19
Der IBU-Cup 2018/19 wurde zwischen dem 26. November 2018 und dem 17. März 2019 ausgetragen. Die Wettkämpfe waren international besetzt und nach dem Biathlon-Weltcup 2018/19 die zweithöchste Wettkampfserie im Biathlon.
Titelverteidiger der Gesamtwertung waren der Norweger Vetle Sjåstad Christiansen und die Deutsche Karolin Horchler.
Höhepunkt der Saison waren die Biathlon-Europameisterschaften im belarussischen Minsk-Raubitschy. Diese Wettkämpfe flossen auch in die Wertung des IBU-Cups mit ein.
Zum ersten Mal wurden in dieser Saison ein Kurzes Einzel sowie ein Massenstart mit 60 Startern ausgetragen.

## Austragungsorte
|  |

|  |

|  |

|  |

| Idre |

| Duszniki-Zdrój |

| Arber |

| Minsk-Raubitschy |

| Otepää |

|  |

|  |

|  |

|  |

| Idre |

| Duszniki-Zdrój |

| Arber |

| Minsk-Raubitschy |

| Otepää |

| Ridnaun |

| Martell |

| Obertilliach |

| Lenzerheide |

| Ridnaun |

| Martell |

| Obertilliach |

| Lenzerheide |

## Wettkampfkalender
| Datum                           | Ort              | Wettkämpfe                                                      |
| ------------------------------- | ---------------- | --------------------------------------------------------------- |
| 26. November – 2. Dezember 2018 | Idre             | Sprint, Sprint, Verfolgung                                      |
| 10.–16. Dezember 2018           | Ridnaun          | Single-Mixed-Staffel, Mixed-Staffel, Sprint, Verfolgung         |
| 17.–22. Dezember 2018           | Obertilliach     | Einzel, Super-Sprint, Sprint                                    |
| 7.–13. Januar 2019              | Duszniki-Zdrój   | Sprint, Sprint                                                  |
| 14.–20. Januar 2019             | Arber            | Kurz-Einzel, Sprint, Verfolgung                                 |
| 21.–27. Januar 2019             | Lenzerheide      | Sprint, Verfolgung, Single-Mixed-Staffel, Mixed-Staffel         |
| 18.–24. Februar 2019 (EM 2019)  | Minsk-Raubitschy | Einzel, Single-Mixed-Staffel, Mixed-Staffel, Sprint, Verfolgung |
| 25. Februar – 2. März 2019      | Otepää           | Super-Sprint, Sprint                                            |
| 11.–17. März 2019               | Martell          | Sprint, Sprint, Massenstart                                     |

## Frauen
| 1. IBU-Cup in Idre, 26. November – 2. Dezember 2018 | 1. IBU-Cup in Idre, 26. November – 2. Dezember 2018 | 1. IBU-Cup in Idre, 26. November – 2. Dezember 2018 | 1. IBU-Cup in Idre, 26. November – 2. Dezember 2018 | 1. IBU-Cup in Idre, 26. November – 2. Dezember 2018 |
| --------------------------------------------------- | --------------------------------------------------- | --------------------------------------------------- | --------------------------------------------------- | --------------------------------------------------- |
| Datum                                               | Disziplin                                           | Erster Platz                                        | Zweiter Platz                                       | Dritter Platz                                       |
| 29. November 2018 (Do.)                             | Sprint (7,5 km)                                     | Ingela Andersson                                    | Irina Krutschinkina                                 | Anastassija Morosowa                                |
| 1. Dezember 2018 (Sa.)                              | Sprint (7,5 km)                                     | Elisabeth Högberg                                   | Nadine Horchler                                     | Nadija Bjelkina                                     |
| 2. Dezember 2018 (So.)                              | Verfolgung (10 km)                                  | Swetlana Mironowa                                   | Ingela Andersson                                    | Anastassija Morosowa                                |

| 2. IBU-Cup in Ridnaun, 10.–16. Dezember 2018 | 2. IBU-Cup in Ridnaun, 10.–16. Dezember 2018 | 2. IBU-Cup in Ridnaun, 10.–16. Dezember 2018 | 2. IBU-Cup in Ridnaun, 10.–16. Dezember 2018 | 2. IBU-Cup in Ridnaun, 10.–16. Dezember 2018 |
| -------------------------------------------- | -------------------------------------------- | -------------------------------------------- | -------------------------------------------- | -------------------------------------------- |
| Datum                                        | Disziplin                                    | Erster Platz                                 | Zweiter Platz                                | Dritter Platz                                |
| 15. Dezember 2018 (Sa.)                      | Sprint (7,5 km)                              | Anastassija Morosowa                         | Ingela Andersson                             | Nadija Bjelkina                              |
| 16. Dezember 2018 (So.)                      | Verfolgung (10 km)                           | Anastassija Morosowa                         | Wiktorija Sliwko                             | Swetlana Mironowa                            |

| 3. IBU-Cup in Obertilliach, 17.–22. Dezember 2018 | 3. IBU-Cup in Obertilliach, 17.–22. Dezember 2018 | 3. IBU-Cup in Obertilliach, 17.–22. Dezember 2018 | 3. IBU-Cup in Obertilliach, 17.–22. Dezember 2018 | 3. IBU-Cup in Obertilliach, 17.–22. Dezember 2018 |
| ------------------------------------------------- | ------------------------------------------------- | ------------------------------------------------- | ------------------------------------------------- | ------------------------------------------------- |
| Datum                                             | Disziplin                                         | Erster Platz                                      | Zweiter Platz                                     | Dritter Platz                                     |
| 19. Dezember 2018 (Mi.)                           | Einzel (15 km)                                    | Caroline Colombo                                  | Nadine Horchler                                   | Elisabeth Högberg                                 |
| 21. Dezember 2018 (Fr.)                           | Super-Sprint (4 km)                               | Felicia Lindqvist                                 | Elisabeth Högberg                                 | Karoline Knotten                                  |
| 22. Dezember 2018 (Sa.)                           | Sprint (7,5 km)                                   | Nadia Moser                                       | Natalja Gerbulowa                                 | Megan Bankes                                      |

| 4. IBU-Cup in Duszniki-Zdrój, 7.–13. Januar 2019 | 4. IBU-Cup in Duszniki-Zdrój, 7.–13. Januar 2019 | 4. IBU-Cup in Duszniki-Zdrój, 7.–13. Januar 2019 | 4. IBU-Cup in Duszniki-Zdrój, 7.–13. Januar 2019 | 4. IBU-Cup in Duszniki-Zdrój, 7.–13. Januar 2019 |
| ------------------------------------------------ | ------------------------------------------------ | ------------------------------------------------ | ------------------------------------------------ | ------------------------------------------------ |
| Datum                                            | Disziplin                                        | Erster Platz                                     | Zweiter Platz                                    | Dritter Platz                                    |
| 12. Januar 2019 (Sa.)                            | Sprint (7,5 km)                                  | Natalja Gerbulowa                                | Wiktorija Sliwko                                 | Anastassija Morosowa                             |
| 13. Januar 2019 (So.)                            | Sprint (7,5 km)                                  | Natalja Gerbulowa                                | Johanna Skottheim                                | Nadija Bjelkina                                  |

| 5. IBU-Cup am Arber, 14–20. Januar 2019 | 5. IBU-Cup am Arber, 14–20. Januar 2019 | 5. IBU-Cup am Arber, 14–20. Januar 2019 | 5. IBU-Cup am Arber, 14–20. Januar 2019 | 5. IBU-Cup am Arber, 14–20. Januar 2019 |
| --------------------------------------- | --------------------------------------- | --------------------------------------- | --------------------------------------- | --------------------------------------- |
| Datum                                   | Disziplin                               | Erster Platz                            | Zweiter Platz                           | Dritter Platz                           |
| 17. Januar 2019 (Do.)                   | Kurzes Einzel (12,5 km)                 | Julija Schurawok                        | Chardine Sloof                          | Elisabeth Högberg                       |
| 19. Januar 2019 (Sa.)                   | Sprint (7,5 km)                         | Wiktorija Sliwko                        | Ingela Andersson                        | Ragnhild Femsteinevik                   |
| 20. Januar 2019 (So.)                   | Verfolgung (10 km)                      | Wiktorija Sliwko                        | Nadine Horchler                         | Elisabeth Högberg                       |

| 6. IBU-Cup in Lenzerheide, 21.–27. Januar 2019 | 6. IBU-Cup in Lenzerheide, 21.–27. Januar 2019 | 6. IBU-Cup in Lenzerheide, 21.–27. Januar 2019 | 6. IBU-Cup in Lenzerheide, 21.–27. Januar 2019 | 6. IBU-Cup in Lenzerheide, 21.–27. Januar 2019 |
| ---------------------------------------------- | ---------------------------------------------- | ---------------------------------------------- | ---------------------------------------------- | ---------------------------------------------- |
| Datum                                          | Disziplin                                      | Erster Platz                                   | Zweiter Platz                                  | Dritter Platz                                  |
| 24. Januar 2019 (Do.)                          | Sprint (7,5 km)                                | Wiktorija Sliwko                               | Uljana Kaischewa                               | Janina Hettich                                 |
| 26. Januar 2019 (Sa.)                          | Verfolgung (10 km)                             | Uljana Kaischewa                               | Wiktorija Sliwko                               | Walerija Wasnezowa                             |

| Europameisterschaften in Minsk-Raubitschy, 18.–24. Februar 2019 | Europameisterschaften in Minsk-Raubitschy, 18.–24. Februar 2019 | Europameisterschaften in Minsk-Raubitschy, 18.–24. Februar 2019 | Europameisterschaften in Minsk-Raubitschy, 18.–24. Februar 2019 | Europameisterschaften in Minsk-Raubitschy, 18.–24. Februar 2019 |
| --------------------------------------------------------------- | --------------------------------------------------------------- | --------------------------------------------------------------- | --------------------------------------------------------------- | --------------------------------------------------------------- |
| Datum                                                           | Disziplin                                                       | Erster Platz                                                    | Zweiter Platz                                                   | Dritter Platz                                                   |
| 20. Februar 2019 (Mi.)                                          | Einzel (15 km)                                                  | Hanna Öberg                                                     | Julija Schurawok                                                | Iryna Kryuko                                                    |
| 23. Februar 2019 (Sa.)                                          | Sprint (7,5 km)                                                 | Mona Brorsson                                                   | Jekaterina Jurlowa-Percht                                       | Hanna Öberg                                                     |
| 24. Februar 2019 (So.)                                          | Verfolgung (10 km)                                              | Jekaterina Jurlowa-Percht                                       | Iryna Kryuko                                                    | Nadine Horchler                                                 |

| 7. IBU-Cup in Otepää, 25. Februar – 2. März 2019 | 7. IBU-Cup in Otepää, 25. Februar – 2. März 2019 | 7. IBU-Cup in Otepää, 25. Februar – 2. März 2019 | 7. IBU-Cup in Otepää, 25. Februar – 2. März 2019 | 7. IBU-Cup in Otepää, 25. Februar – 2. März 2019 |
| ------------------------------------------------ | ------------------------------------------------ | ------------------------------------------------ | ------------------------------------------------ | ------------------------------------------------ |
| Datum                                            | Disziplin                                        | Erster Platz                                     | Zweiter Platz                                    | Dritter Platz                                    |
| 1. März 2019 (Fr.)                               | Super-Sprint (4 km)                              | Anna Weidel                                      | Dunja Zdouc                                      | Thekla Brun-Lie                                  |
| 2. März 2019 (Sa.)                               | Sprint (7,5 km)                                  | Chloé Chevalier                                  | Janina Hettich                                   | Juliane Frühwirt                                 |

| 8. IBU-Cup in Martell, 11.–17. März 2019 | 8. IBU-Cup in Martell, 11.–17. März 2019 | 8. IBU-Cup in Martell, 11.–17. März 2019 | 8. IBU-Cup in Martell, 11.–17. März 2019 | 8. IBU-Cup in Martell, 11.–17. März 2019 |
| ---------------------------------------- | ---------------------------------------- | ---------------------------------------- | ---------------------------------------- | ---------------------------------------- |
| Datum                                    | Disziplin                                | Erster Platz                             | Zweiter Platz                            | Dritter Platz                            |
| 14. März 2019 (Do.)                      | Sprint (7,5 km)                          | Olga Abramowa                            | Kristina Reszowa                         | Johanna Skottheim                        |
| 16. März 2019 (Sa.)                      | Sprint (7,5 km)                          | Caroline Colombo                         | Irina Kasakewitsch                       | Wiktorija Sliwko                         |
| 17. März 2019 (So.)                      | Massenstart (12 km)                      | Caroline Colombo                         | Karoline Knotten                         | Stefanie Scherer                         |

### Pokalwertungen Frauen
| Endstand nach 23 Rennen (Top 10) |                   |        |       |
| \| Rang \| Name \| Punkte \| Siege \| \| ---- \| ----------------- \| ------ \| ----- \| \| 01 \| Wiktorija Sliwko \| 775 \| 3 \| \| 02 \| Nadine Horchler \| 628 \| 0 \| \| 03 \| Ingela Andersson \| 605 \| 1 \| \| 04 \| Janina Hettich \| 580 \| 0 \| \| 05 \| Nadija Bjelkina \| 544 \| 0 \| \| 06 \| Johanna Skottheim \| 488 \| 0 \| \| 07 \| Karoline Knotten \| 475 \| 0 \| \| 08 \| Elisabeth Högberg \| 461 \| 1 \| \| 09 \| Natalja Gerbulowa \| 454 \| 2 \| \| 10 \| Felicia Lindqvist \| 401 \| 1 \| |                   |        |       |
| Rang | Name              | Punkte | Siege |
| 01 | Wiktorija Sliwko  | 775    | 3     |
| 02 | Nadine Horchler   | 628    | 0     |
| 03 | Ingela Andersson  | 605    | 1     |
| 04 | Janina Hettich    | 580    | 0     |
| 05 | Nadija Bjelkina   | 544    | 0     |
| 06 | Johanna Skottheim | 488    | 0     |
| 07 | Karoline Knotten  | 475    | 0     |
| 08 | Elisabeth Högberg | 461    | 1     |
| 09 | Natalja Gerbulowa | 454    | 2     |
| 10 | Felicia Lindqvist | 401    | 1     |

| Rang | Name                 | Punkte | Siege |
| ---- | -------------------- | ------ | ----- |
| 01   | Wiktorija Sliwko     | 449    | 2     |
| 02   | Ingela Andersson     | 432    | 1     |
| 03   | Nadija Bjelkina      | 374    | 0     |
| 04   | Janina Hettich       | 366    | 0     |
| 05   | Johanna Skottheim    | 344    | 0     |
| 06   | Nadine Horchler      | 332    | 0     |
| 07   | Felicia Lindqvist    | 306    | 1     |
| 08   | Natalja Gerbulowa    | 297    | 2     |
| 09   | Karoline Knotten     | 296    | 0     |
| 10   | Anastassija Morosowa | 276    | 1     |

| Rang | Name                 | Punkte | Siege |
| ---- | -------------------- | ------ | ----- |
| 01   | Wiktorija Sliwko     | 182    | 1     |
| 02   | Nadine Horchler      | 165    | 0     |
| 03   | Janina Hettich       | 155    | 0     |
| 04   | Swetlana Mironowa    | 139    | 1     |
| 05   | Ingela Andersson     | 130    | 0     |
| 06   | Elisabeth Högberg    | 129    | 0     |
| 07   | Nadija Bjelkina      | 120    | 0     |
| 08   | Marie Heinrich       | 111    | 0     |
| 09   | Myrtille Bègue       | 110    | 0     |
| 10   | Anastassija Morosowa | 108    | 1     |

| Rang | Name                  | Punkte | Siege |
| ---- | --------------------- | ------ | ----- |
| 01   | Julija Schurawok      | 152    | 1     |
| 02   | Nadine Horchler       | 131    | 0     |
| 03   | Wiktorija Sliwko      | 104    | 0     |
| 04   | Elisabeth Högberg     | 096    | 0     |
| 05   | Fanqi Meng            | 072    | 0     |
| 06   | Caroline Colombo      | 060    | 1     |
| 06   | Hanna Öberg           | 060    | 1     |
| 08   | Janina Hettich        | 059    | 0     |
| 09   | Ragnhild Femsteinevik | 055    | 0     |
| 10   | Chardine Sloof        | 054    | 0     |

| Endstand nach 23 Rennen (Top 10) |                     |        |       |
| \| Rang \| Nation \| Punkte \| Siege \| \| ---- \| ------------------- \| ------ \| ----- \| \| 01 \| Russland \| 7731 \| 10 \| \| 02 \| Schweden \| 7336 \| 6 \| \| 03 \| Deutschland \| 7206 \| 1 \| \| 04 \| Ukraine \| 6864 \| 2 \| \| 05 \| Norwegen \| 6826 \| 0 \| \| 06 \| Österreich \| 6087 \| 0 \| \| 07 \| Frankreich \| 6020 \| 3 \| \| 08 \| Tschechien \| 5340 \| 0 \| \| 09 \| Volksrepublik China \| 4644 \| 0 \| \| 10 \| Bulgarien \| 4482 \| 0 \| |                     |        |       |
| Rang | Nation              | Punkte | Siege |
| 01 | Russland            | 7731   | 10    |
| 02 | Schweden            | 7336   | 6     |
| 03 | Deutschland         | 7206   | 1     |
| 04 | Ukraine             | 6864   | 2     |
| 05 | Norwegen            | 6826   | 0     |
| 06 | Österreich          | 6087   | 0     |
| 07 | Frankreich          | 6020   | 3     |
| 08 | Tschechien          | 5340   | 0     |
| 09 | Volksrepublik China | 4644   | 0     |
| 10 | Bulgarien           | 4482   | 0     |

## Männer
| 1. IBU-Cup in Idre, 26. November – 2. Dezember 2018 | 1. IBU-Cup in Idre, 26. November – 2. Dezember 2018 | 1. IBU-Cup in Idre, 26. November – 2. Dezember 2018 | 1. IBU-Cup in Idre, 26. November – 2. Dezember 2018 | 1. IBU-Cup in Idre, 26. November – 2. Dezember 2018 |
| --------------------------------------------------- | --------------------------------------------------- | --------------------------------------------------- | --------------------------------------------------- | --------------------------------------------------- |
| Datum                                               | Disziplin                                           | Erster Platz                                        | Zweiter Platz                                       | Dritter Platz                                       |
| 29. November 2018 (Do.)                             | Sprint (10 km)                                      | Anton Babikow                                       | Aristide Bègue                                      | Lucas Fratzscher                                    |
| 1. Dezember 2018 (Sa.)                              | Sprint (10 km)                                      | Aristide Bègue                                      | Dominic Reiter                                      | Justus Strelow                                      |
| 2. Dezember 2018 (So.)                              | Verfolgung (12,5 km)                                | Philipp Nawrath                                     | Alexander Powarnizyn                                | Martin Perrillat Bottonet                           |

| 2. IBU-Cup in Ridnaun, 10.–16. Dezember 2018 | 2. IBU-Cup in Ridnaun, 10.–16. Dezember 2018 | 2. IBU-Cup in Ridnaun, 10.–16. Dezember 2018 | 2. IBU-Cup in Ridnaun, 10.–16. Dezember 2018 | 2. IBU-Cup in Ridnaun, 10.–16. Dezember 2018 |
| -------------------------------------------- | -------------------------------------------- | -------------------------------------------- | -------------------------------------------- | -------------------------------------------- |
| Datum                                        | Disziplin                                    | Erster Platz                                 | Zweiter Platz                                | Dritter Platz                                |
| 15. Dezember 2018 (Sa.)                      | Sprint (10 km)                               | Johannes Dale                                | Anton Babikow                                | Sivert Bakken                                |
| 16. Dezember 2018 (So.)                      | Verfolgung (12,5 km)                         | Johannes Dale                                | Anton Babikow                                | Simon Fourcade                               |

| 3. IBU-Cup in Obertilliach, 17.–22. Dezember 2018 | 3. IBU-Cup in Obertilliach, 17.–22. Dezember 2018 | 3. IBU-Cup in Obertilliach, 17.–22. Dezember 2018 | 3. IBU-Cup in Obertilliach, 17.–22. Dezember 2018 | 3. IBU-Cup in Obertilliach, 17.–22. Dezember 2018 |
| ------------------------------------------------- | ------------------------------------------------- | ------------------------------------------------- | ------------------------------------------------- | ------------------------------------------------- |
| Datum                                             | Disziplin                                         | Erster Platz                                      | Zweiter Platz                                     | Dritter Platz                                     |
| 19. Dezember 2018 (Mi.)                           | Einzel (20 km)                                    | Simon Fourcade                                    | Sivert Bakken                                     | Sergei Botscharnikow                              |
| 21. Dezember 2018 (Fr.)                           | Super-Sprint (4 km)                               | Sindre Pettersen                                  | Lorenz Wäger                                      | Daniele Cappellari                                |
| 22. Dezember 2018 (Sa.)                           | Sprint (10 km)                                    | Sivert Bakken                                     | Lucas Fratzscher                                  | Simon Fourcade                                    |

| 4. IBU-Cup in Duszniki-Zdrój, 7.–13. Januar 2019 | 4. IBU-Cup in Duszniki-Zdrój, 7.–13. Januar 2019 | 4. IBU-Cup in Duszniki-Zdrój, 7.–13. Januar 2019 | 4. IBU-Cup in Duszniki-Zdrój, 7.–13. Januar 2019 | 4. IBU-Cup in Duszniki-Zdrój, 7.–13. Januar 2019 |
| ------------------------------------------------ | ------------------------------------------------ | ------------------------------------------------ | ------------------------------------------------ | ------------------------------------------------ |
| Datum                                            | Disziplin                                        | Erster Platz                                     | Zweiter Platz                                    | Dritter Platz                                    |
| 12. Januar 2019 (Sa.)                            | Sprint (10 km)                                   | Alexander Powarnizyn                             | Nikita Porschnew                                 | Johannes Dale                                    |
| 13. Januar 2019 (So.)                            | Sprint (10 km)                                   | Philipp Horn                                     | Anton Babikow                                    | Adam Václavík                                    |

| 5. IBU-Cup am Arber, 14–20. Januar 2019 | 5. IBU-Cup am Arber, 14–20. Januar 2019 | 5. IBU-Cup am Arber, 14–20. Januar 2019 | 5. IBU-Cup am Arber, 14–20. Januar 2019 | 5. IBU-Cup am Arber, 14–20. Januar 2019 |
| --------------------------------------- | --------------------------------------- | --------------------------------------- | --------------------------------------- | --------------------------------------- |
| Datum                                   | Disziplin                               | Erster Platz                            | Zweiter Platz                           | Dritter Platz                           |
| 17. Januar 2019 (Do.)                   | Kurzes Einzel (15 km)                   | Alexander Powarnizyn                    | Lucas Fratzscher                        | Aristide Bègue                          |
| 19. Januar 2019 (Sa.)                   | Sprint (10 km)                          | Aristide Bègue                          | Johannes Dale                           | Anton Babikow                           |
| 20. Januar 2019 (So.)                   | Verfolgung (12,5 km)                    | Anton Babikow                           | Aristide Bègue                          | Alexander Powarnizyn                    |

| 6. IBU-Cup in Lenzerheide, 21.–27. Januar 2019 | 6. IBU-Cup in Lenzerheide, 21.–27. Januar 2019 | 6. IBU-Cup in Lenzerheide, 21.–27. Januar 2019 | 6. IBU-Cup in Lenzerheide, 21.–27. Januar 2019 | 6. IBU-Cup in Lenzerheide, 21.–27. Januar 2019 |
| ---------------------------------------------- | ---------------------------------------------- | ---------------------------------------------- | ---------------------------------------------- | ---------------------------------------------- |
| Datum                                          | Disziplin                                      | Erster Platz                                   | Zweiter Platz                                  | Dritter Platz                                  |
| 24. Januar 2019 (Do.)                          | Sprint (10 km)                                 | Fabien Claude                                  | Serafin Wiestner                               | Johannes Dale                                  |
| 26. Januar 2019 (Sa.)                          | Verfolgung (12,5 km)                           | Fabien Claude                                  | Philipp Horn                                   | Anton Babikow                                  |

| Europameisterschaften in Minsk-Raubitschy, 18.–24. Februar 2019 | Europameisterschaften in Minsk-Raubitschy, 18.–24. Februar 2019 | Europameisterschaften in Minsk-Raubitschy, 18.–24. Februar 2019 | Europameisterschaften in Minsk-Raubitschy, 18.–24. Februar 2019 | Europameisterschaften in Minsk-Raubitschy, 18.–24. Februar 2019 |
| --------------------------------------------------------------- | --------------------------------------------------------------- | --------------------------------------------------------------- | --------------------------------------------------------------- | --------------------------------------------------------------- |
| Datum                                                           | Disziplin                                                       | Erster Platz                                                    | Zweiter Platz                                                   | Dritter Platz                                                   |
| 20. Februar 2019 (Mi.)                                          | Einzel (20 km)                                                  | Krassimir Anew                                                  | Tarjei Bø                                                       | Endre Strømsheim                                                |
| 23. Februar 2019 (Sa.)                                          | Sprint (10 km)                                                  | Tarjei Bø                                                       | Jesper Nelin                                                    | Dmitri Malyschko                                                |
| 24. Februar 2019 (So.)                                          | Verfolgung (12,5 km)                                            | Tarjei Bø                                                       | Matwei Jelissejew                                               | Håvard Bogetveit                                                |

| 7. IBU-Cup in Otepää, 25. Februar – 2. März 2019 | 7. IBU-Cup in Otepää, 25. Februar – 2. März 2019 | 7. IBU-Cup in Otepää, 25. Februar – 2. März 2019 | 7. IBU-Cup in Otepää, 25. Februar – 2. März 2019 | 7. IBU-Cup in Otepää, 25. Februar – 2. März 2019 |
| ------------------------------------------------ | ------------------------------------------------ | ------------------------------------------------ | ------------------------------------------------ | ------------------------------------------------ |
| Datum                                            | Disziplin                                        | Erster Platz                                     | Zweiter Platz                                    | Dritter Platz                                    |
| 1. März 2019 (Fr.)                               | Super-Sprint (4 km)                              | Endre Strømsheim                                 | Daniele Cappellari                               | Henrik L’Abée-Lund                               |
| 2. März 2019 (Sa.)                               | Sprint (10 km)                                   | David Zobel                                      | Henrik L’Abée-Lund                               | Johannes Dale                                    |

| 8. IBU-Cup in Martell, 11.–17. März 2019 | 8. IBU-Cup in Martell, 11.–17. März 2019 | 8. IBU-Cup in Martell, 11.–17. März 2019 | 8. IBU-Cup in Martell, 11.–17. März 2019 | 8. IBU-Cup in Martell, 11.–17. März 2019 |
| ---------------------------------------- | ---------------------------------------- | ---------------------------------------- | ---------------------------------------- | ---------------------------------------- |
| Datum                                    | Disziplin                                | Erster Platz                             | Zweiter Platz                            | Dritter Platz                            |
| 14. März 2019 (Do.)                      | Sprint (10 km)                           | Johannes Dale                            | Endre Strømsheim                         | Aleksander Fjeld Andersen                |
| 16. März 2019 (Sa.)                      | Sprint (10 km)                           | Lucas Fratzscher                         | Philipp Horn                             | Danilo Riethmüller                       |
| 17. März 2019 (So.)                      | Massenstart (15 km)                      | Aristide Bègue                           | Harald Lemmerer                          | Matthias Dorfer                          |

### Pokalwertungen Männer
| Endstand nach 23 Rennen (Top 10) |                      |        |       |
| \| Rang \| Name \| Punkte \| Siege \| \| ---- \| -------------------- \| ------ \| ----- \| \| 01 \| Anton Babikow \| 703 \| 2 \| \| 02 \| Lucas Fratzscher \| 639 \| 1 \| \| 03 \| Aristide Bègue \| 638 \| 3 \| \| 04 \| Sergei Korastylew \| 588 \| 0 \| \| 05 \| Johannes Dale \| 569 \| 3 \| \| 06 \| Fredrik Gjesbakk \| 487 \| 0 \| \| 07 \| Håvard Bogetveit \| 445 \| 0 \| \| 08 \| Alexander Powarnizyn \| 440 \| 2 \| \| 09 \| Sivert Bakken \| 397 \| 1 \| \| 10 \| Philipp Horn \| 394 \| 1 \| |                      |        |       |
| Rang | Name                 | Punkte | Siege |
| 01 | Anton Babikow        | 703    | 2     |
| 02 | Lucas Fratzscher     | 639    | 1     |
| 03 | Aristide Bègue       | 638    | 3     |
| 04 | Sergei Korastylew    | 588    | 0     |
| 05 | Johannes Dale        | 569    | 3     |
| 06 | Fredrik Gjesbakk     | 487    | 0     |
| 07 | Håvard Bogetveit     | 445    | 0     |
| 08 | Alexander Powarnizyn | 440    | 2     |
| 09 | Sivert Bakken        | 397    | 1     |
| 10 | Philipp Horn         | 394    | 1     |

| Rang | Name                 | Punkte | Siege |
| ---- | -------------------- | ------ | ----- |
| 01   | Anton Babikow        | 437    | 1     |
| 02   | Sergei Korastylew    | 417    | 0     |
| 03   | Lucas Fratzscher     | 415    | 1     |
| 04   | Aristide Bègue       | 388    | 2     |
| 05   | Johannes Dale        | 352    | 2     |
| 06   | Fredrik Gjesbakk     | 292    | 0     |
| 07   | Sivert Bakken        | 270    | 1     |
| 08   | Philipp Horn         | 263    | 1     |
| 09   | Sindre Pettersen     | 243    | 1     |
| 10   | Alexander Powarnizyn | 242    | 1     |

| Rang | Name                 | Punkte | Siege |
| ---- | -------------------- | ------ | ----- |
| 01   | Anton Babikow        | 216    | 1     |
| 02   | Håvard Bogetveit     | 143    | 0     |
| 03   | Johannes Dale        | 141    | 1     |
| 04   | Alexander Powarnizyn | 138    | 0     |
| 05   | Lucas Fratzscher     | 133    | 0     |
| 06   | Aristide Bègue       | 132    | 0     |
| 07   | Fabien Claude        | 126    | 1     |
| 08   | Sven Grossegger      | 110    | 0     |
| 09   | Fredrik Gjesbakk     | 100    | 0     |
| 10   | Sergei Korastylew    | 098    | 0     |

| Rang | Nation                    | Punkte | Siege |
| ---- | ------------------------- | ------ | ----- |
| 01   | Sven Grossegger           | 99     | 0     |
| 02   | Fredrik Gjesbakk          | 95     | 0     |
| 03   | Sergei Botscharnikow      | 73     | 0     |
| 04   | Krassimir Anew            | 60     | 1     |
| 04   | Simon Fourcade            | 60     | 1     |
| 04   | Alexander Powarnizyn      | 60     | 1     |
| 07   | Aleksander Fjeld Andersen | 60     | 0     |
| 08   | Aristide Bègue            | 58     | 0     |
| 09   | Matthias Dorfer           | 57     | 0     |
| 10   | Anton Dudtschenko         | 57     | 0     |

| Endstand nach 23 Rennen (Top 10) |             |        |       |
| \| Rang \| Nation \| Punkte \| Siege \| \| ---- \| ----------- \| ------ \| ----- \| \| 01 \| Russland \| 7613 \| 8 \| \| 02 \| Norwegen \| 7542 \| 6 \| \| 03 \| Deutschland \| 7350 \| 3 \| \| 04 \| Frankreich \| 6510 \| 4 \| \| 05 \| Ukraine \| 6289 \| 0 \| \| 06 \| Österreich \| 6239 \| 0 \| \| 07 \| Tschechien \| 5648 \| 0 \| \| 08 \| Schweiz \| 5441 \| 0 \| \| 09 \| Schweden \| 5410 \| 1 \| \| 10 \| Italien \| 5298 \| 0 \| |             |        |       |
| Rang | Nation      | Punkte | Siege |
| 01 | Russland    | 7613   | 8     |
| 02 | Norwegen    | 7542   | 6     |
| 03 | Deutschland | 7350   | 3     |
| 04 | Frankreich  | 6510   | 4     |
| 05 | Ukraine     | 6289   | 0     |
| 06 | Österreich  | 6239   | 0     |
| 07 | Tschechien  | 5648   | 0     |
| 08 | Schweiz     | 5441   | 0     |
| 09 | Schweden    | 5410   | 1     |
| 10 | Italien     | 5298   | 0     |

## Mixed
| 2. IBU-Cup in Ridnaun, 10.–16. Dezember 2018 | 2. IBU-Cup in Ridnaun, 10.–16. Dezember 2018   | 2. IBU-Cup in Ridnaun, 10.–16. Dezember 2018                            | 2. IBU-Cup in Ridnaun, 10.–16. Dezember 2018                             | 2. IBU-Cup in Ridnaun, 10.–16. Dezember 2018                       |
| -------------------------------------------- | ---------------------------------------------- | ----------------------------------------------------------------------- | ------------------------------------------------------------------------ | ------------------------------------------------------------------ |
| Datum                                        | Disziplin                                      | Erster Platz                                                            | Zweiter Platz                                                            | Dritter Platz                                                      |
| 13. Dezember 2018 (Do.)                      | Single-Mixed-Staffel (4 × 3 km + 1,5 km) (W-M) | RusslandAnastassija Morosowa Sergei Korastylew                          | DeutschlandLaura Dahlmeier Roman Rees                                    | UkraineJulija Schurawok Witalij Trusch                             |
| 13. Dezember 2018 (Do.)                      | Mixed-Staffel (2 × 6 km + 2 × 7,5 km) (W-M)    | RusslandIrina Kasakewitsch Swetlana Mironowa Juri Schopin Anton Babikow | SchwedenJohanna Skottheim Elisabeth Högberg Oskar Brandt Simon Hallström | NorwegenKaroline Knotten Eline Grue Vebjørn Sørum Fredrik Gjesbakk |

| 6. IBU-Cup in Lenzerheide, 21.–27. Januar 2019 | 6. IBU-Cup in Lenzerheide, 21.–27. Januar 2019 | 6. IBU-Cup in Lenzerheide, 21.–27. Januar 2019                          | 6. IBU-Cup in Lenzerheide, 21.–27. Januar 2019                          | 6. IBU-Cup in Lenzerheide, 21.–27. Januar 2019                                        |
| ---------------------------------------------- | ---------------------------------------------- | ----------------------------------------------------------------------- | ----------------------------------------------------------------------- | ------------------------------------------------------------------------------------- |
| Datum                                          | Disziplin                                      | Erster Platz                                                            | Zweiter Platz                                                           | Dritter Platz                                                                         |
| 27. Januar 2019 (So.)                          | Single-Mixed-Staffel (4 × 3 km + 1,5 km) (M-W) | RusslandSergei Korastylew Uljana Kaischewa                              | DeutschlandMarco Groß Marie Heinrich                                    | UkraineWitalij Trusch Marija Krutschowa                                               |
| 27. Januar 2019 (So.)                          | Mixed-Staffel (2 × 7,5 km + 2 × 6 km) (M-W)    | RusslandAnton Babikow Alexei Slepow Walerija Wasnezowa Wiktorija Sliwko | DeutschlandLucas Fratzscher Philipp Horn Janina Hettich Nadine Horchler | NorwegenHåvard Bogetveit Johannes Dale Ragnhild Femsteinevik Emilie Ågheim Kalkenberg |

| Europameisterschaften in Minsk-Raubitschy, 18.–24. Februar 2019 | Europameisterschaften in Minsk-Raubitschy, 18.–24. Februar 2019 | Europameisterschaften in Minsk-Raubitschy, 18.–24. Februar 2019           | Europameisterschaften in Minsk-Raubitschy, 18.–24. Februar 2019         | Europameisterschaften in Minsk-Raubitschy, 18.–24. Februar 2019           |
| --------------------------------------------------------------- | --------------------------------------------------------------- | ------------------------------------------------------------------------- | ----------------------------------------------------------------------- | ------------------------------------------------------------------------- |
| Datum                                                           | Disziplin                                                       | Erster Platz                                                              | Zweiter Platz                                                           | Dritter Platz                                                             |
| 20. Februar 2019 (Mi.)                                          | Single-Mixed-Staffel (4 × 3 km + 1,5 km) (W-M)                  | RusslandJewgenija Pawlowa Dmitri Malyschko                                | SchwedenAnna Magnusson Jesper Nelin                                     | FrankreichLou Jeanmonnot Aristide Bègue                                   |
| 20. Februar 2019 (Mi.)                                          | Mixed-Staffel (2 × 6 km + 2 × 7,5 km) (W-M)                     | SchwedenEmma Nilsson Mona Brorsson Martin Ponsiluoma Sebastian Samuelsson | DeutschlandNadine Horchler Janina Hettich Lucas Fratzscher Philipp Horn | BelarusDsinara Alimbekawa Hanna Sola Raman Jaljotnau Sergei Botscharnikow |

| Endstand nach 6 Rennen (Top 10) |                     |        |       |
| \| Rang \| Nation \| Punkte \| Siege \| \| ---- \| ------------------- \| ------ \| ----- \| \| 01 \| Russland \| 343 \| 5 \| \| 02 \| Deutschland \| 294 \| 0 \| \| 03 \| Norwegen \| 258 \| 0 \| \| 04 \| Frankreich \| 240 \| 0 \| \| 05 \| Ukraine \| 228 \| 0 \| \| 06 \| Österreich \| 209 \| 0 \| \| 07 \| Schweden \| 208 \| 1 \| \| 08 \| Tschechien \| 190 \| 0 \| \| 09 \| Vereinigte Staaten \| 164 \| 0 \| \| 10 \| Volksrepublik China \| 161 \| 0 \| |                     |        |       |
| Rang | Nation              | Punkte | Siege |
| 01 | Russland            | 343    | 5     |
| 02 | Deutschland         | 294    | 0     |
| 03 | Norwegen            | 258    | 0     |
| 04 | Frankreich          | 240    | 0     |
| 05 | Ukraine             | 228    | 0     |
| 06 | Österreich          | 209    | 0     |
| 07 | Schweden            | 208    | 1     |
| 08 | Tschechien          | 190    | 0     |
| 09 | Vereinigte Staaten  | 164    | 0     |
| 10 | Volksrepublik China | 161    | 0     |